# Stenoponia himalayana
Stenoponia himalayana är en loppart som beskrevs av Brelih 1975. Stenoponia himalayana ingår i släktet Stenoponia och familjen mullvadsloppor. Inga underarter finns listade i Catalogue of Life.